# Economia de Macau
Les activitats econòmiques principals de Macau són el turisme (que va créixer molt en quantitat, amb l'arribada de xinesos després de 1999) i l'explotació de casinos (font del 70% dels impostos). Després de l'obertura de l'exploració de casinos a la competència estrangera el 2001, el territori va atreure centenars de milions de dòlars en inversions estrangeres, tornant Macau el principal centre de joc del món.
En oposició a Hong Kong, que és bastant industrialitzada i 50 vegades major en extensió territorial, Macau té com destaqui industrial solament el sector tèxtil. Malgrat haver estat aconseguida per la crisi asiàtica de 1998 i per la recessió mundial de 2001, la seva economia va créixer un 9,5% el 2002. Amb el terme del monopoli sobre els casinos, tres grans empreses van obtenir llicència per explotar el joc, comprometent-se a invertir US$ 2,2 mil milions.